# Toxorhina (Ceratocheilus) ochracea
Toxorhina (Ceratocheilus) ochracea is een tweevleugelige uit de familie steltmuggen (Limoniidae). De soort komt voor in het Australaziatisch gebied.